# Zopiklon

Strukturformel för de två enantiomererna av zopiklon.

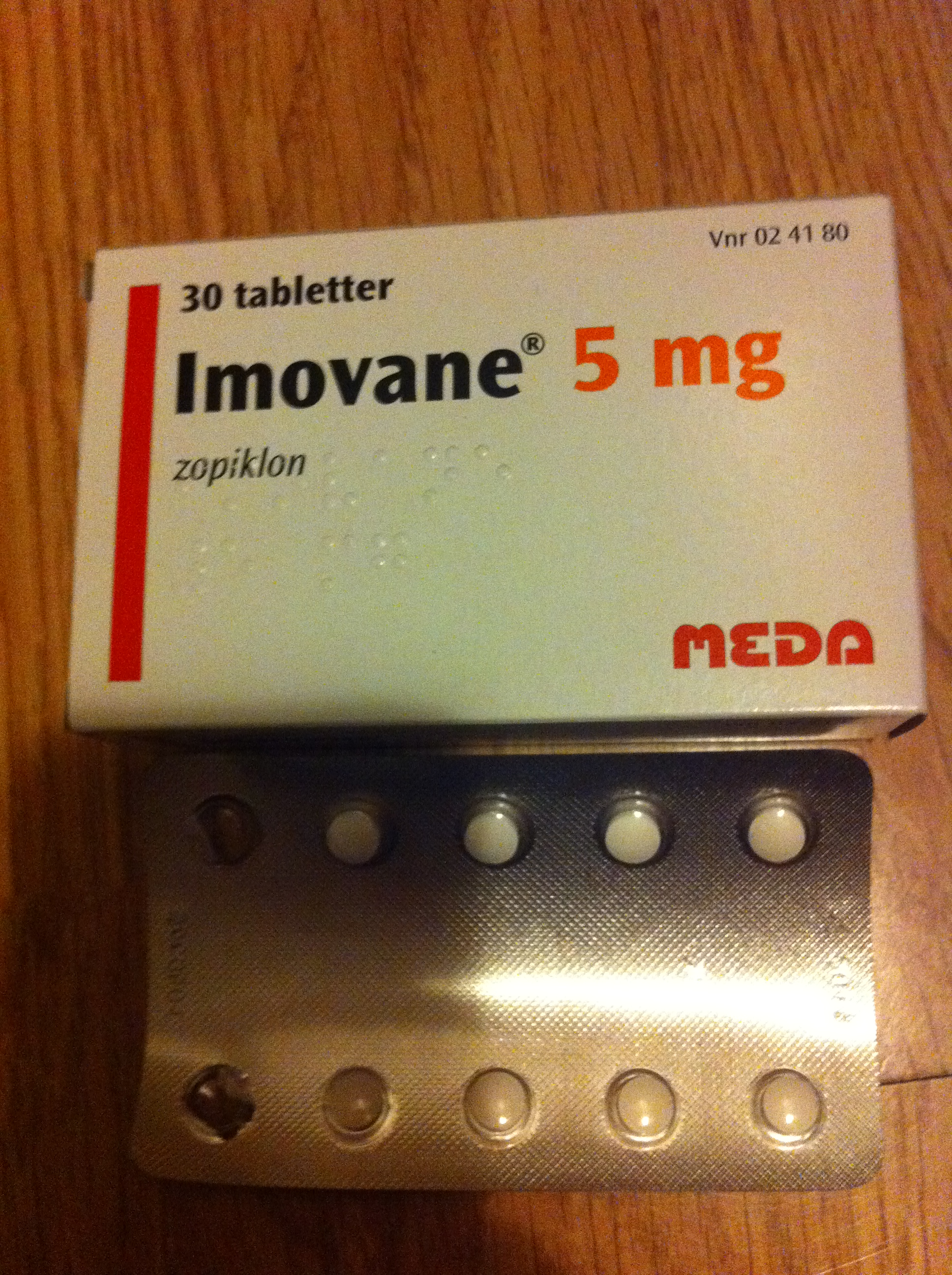
Imovane, ett sömnmedel som innehåller zopiklon.

Zopiklon (säljs även under varunamnen Zopiclon, Zopiclone, Imovane och Zimovane) är en läkemedelssubstans som framförallt används för behandling av tillfälliga sömnbesvär.
Zopiklon är ett sömnmedel vilket i likhet med bensodiazepiner påverkar ett system i hjärnan som kallas för GABA-receptorsystemet. GABA är ett ämne som finns naturligt i kroppen och som har en lugnande, ångestdämpande och sömngivande verkan. Zopiklon förstärker GABA:s sömngivande effekt. Det gör att man lättare kan somna in, att man vaknar färre gånger på natten och att man kan sova längre på morgonen.
Risk för tillvänjning föreligger. Substansen är narkotikaklassad i Sverige, ingående i förteckning V, vilket innebär att den inte omfattas av internationella narkotikakonventioner, men dock i stor utsträckning inom psykiatrin.
Kemiskt namn: (RS)-4-Metyl-1-piperazinkarboxylsyre[6,7-dihydro-6-
(5-klor-2-pyridyl)-7-oxo-5H-pyrrolo[3,4-b]pyrazin-5-yl]ester
Biverkningar: dåsighet, muntorrhet, förändrat smaksinne (vanliga), huvudvärk, oro och ångest (mindre vanliga). En vanlig biverkan för personer som varit vakna under påverkan av Zopiklon är minnesluckor. Hallucinationer vid sådana tillfällen kan också förekomma. Läkemedlet kan i sällsynta fall leda till beteendestörningar, till exempel aggressivitet.